# Camille Tissandié
Camille Tissandié, née le 15 mai 2004 à Castres, est une nageuse française.

## Carrière
La nageuse castraise Camille Tissandié évolue au Castres Nautique Club. Elle est sacrée, à 17 ans, championne de France du 200 mètres 4 nages, du 400 mètres 4 nages, d'une médaille d'argent sur 400 mètres nage libre et d'une médaille de bronze sur 200 mètres papillon aux Championnats de France d'hiver de natation 2021 à Montpellier,.